# BKK24
Die BKK24 ist eine deutsche Krankenkasse aus der Gruppe der Betriebskrankenkassen und als solche Träger der gesetzlichen Krankenversicherung mit Hauptsitz im niedersächsischen Obernkirchen. Die Geschichte der Krankenkasse geht zurück bis zur Gründung der Betriebskrankenkasse der Hermann Heye Glasfabriken im Jahr 1883.
Die ursprünglich betriebsinterne Einrichtung entwickelte sich – maßgeblich beeinflusst durch mehrere Fusionen mit korrespondierenden Namenswechseln – zu einer für Versicherte bundesweit geöffneten Körperschaft des öffentlichen Rechts. Unter dem Namen BKK24 firmiert das Unternehmen seit dem Jahr 2002.

## Beitragssätze
Der kassenindividuelle Zusatzbeitrag entwickelte sich folgendermaßen:
| Zeitraum                              | Zusatzbeitrag |
| ------------------------------------- | ------------- |
| 1. Januar 2023 bis 31. Dezember 2023  | 1,79 %        |
| 1. Januar 2024 bis 30. Juni 2024      | 1,89 %        |
| 1. Juli 2024 bis 30. September 2024   | 2,55 %        |
| 1. Oktober 2024 bis 31. Dezember 2024 | 3,25 %        |
| 1. Januar 2025 bis 31. März 2025      | 3,25 %        |
| Seit 1. April 2025                    | 4,39 %        |

## Geschichte
Ihren Ursprung hat die BKK in den Unternehmen Heye Glas, Gebr. Stoevesandt AG, Obo-Werke, Svedala Gruppe, Nienburger Glas und seit 2003 Nürnberger Versicherung.
Entstanden ist die BKK24 aus der freiwilligen Vereinigung der Betriebskrankenkassen Nürnberger BKK (2003), BKK Nienburger Glas (2002), BKK Heye (1999) und BKK Svedala (1999). Zuletzt fusionierte sie zum 1. Oktober 2017 mit der BKK advita.
Die BKK24 zeigte gemäß § 160 Abs. 2 SGB V im Sommer 2021 finanzielle Probleme beim Bundesamt für Soziale Sicherung in Bonn an.